# Nenndorf (Bruchhausen-Vilsen)
Nenndorf ist ein Ortsteil des Fleckens Bruchhausen-Vilsen im Landkreis Diepholz in Niedersachsen. Das Dorf hat 75 Einwohner (Stand: 2012).
Der Ort liegt westlich vom Kernbereich von Bruchhausen-Vilsen an der L 202. Weiter westlich verläuft die B 6.

## Geschichte
1905 wurde durch Sanitätsrates Dr. Elsässer in Nenndorf ein Sanatorium errichtet. Das Gebäude wurde dann während des Ersten Weltkrieges ab 1916 als Kriegsgefangenenlager für russische Offiziere genutzt. Nach dem Krieg wurde es durch Dr. Wilhelm Schwinge erworben, der es zu einem „Diät-Sanatorium“ für Großstädter umwandelte. Das Unternehmen geriet aber in finanzielle Schwierigkeiten und das Gebäude wurde 1932 zwangsversteigert. Das Gebäude wird heute landwirtschaftlich genutzt.

## Baudenkmale
In der Liste der Baudenkmale in Bruchhausen-Vilsen sind für Nenndorf fünf Baudenkmale aufgeführt. Bemerkenswert sind die denkmalgeschützten Gebäude der Hofanlage Nenndorf 4.